# Teresio Martinoli
Teresio Martinoli (ur. 26 marca 1917 w Novarze, zm. 25 sierpnia 1944) – włoski pilot wojskowy, as myśliwski okresu II wojny światowej, z liczbą 22 zestrzeleń jeden z najskuteczniejszych pilotów myśliwskich Regia Aeronautica i Aviazione Cobelligerante Italiana. Zginął w wypadku podczas lotu treningowego, pośmiertnie został odznaczony Medaglia d'oro al valor militare, najwyższym włoskim odznaczeniem wojskowym.

## Życiorys
Teresio Martinoli uzyskał w 1937 roku licencję pilota wojskowego, zaś rok później odbył szkolenie pilotażu samolotów silnikowych. Zmobilizowany, ukończył szkolenie jako pilot myśliwski i w stopniu sierżanta pilota został skierowany do 336 eskadry 151 dywizjonu w 53 pułku myśliwskim. Jeszcze przed przystąpieniem Włoch do działań wojennych został przeniesiony do 384 eskadry 157 dywizjonu, stacjonującej w Trapani.
Swoje pierwsze zwycięstwo powietrzne odniósł 13 czerwca 1940 roku nad Tunisem, gdy zgłosił zestrzelenie wrogiego samolotu bombowego. Latając na samolocie Fiat CR.42 na froncie afrykańskim zgłosił jeszcze dwa zwycięstwa. Na początku 1941 roku zaczął latać na myśliwcu Macchi MC.200 a następnie Macchi MC.202. Jego nową jednostką został 9 dywizjon 4 pułku myśliwskiego. Do końca 1941 roku zgłosił kolejne cztery zwycięstwa w lotach nad Maltę. Kolejne trzy (plus jedno prawdopodobne) zwycięstwa nad brytyjskimi samolotami nad Maltą odniósł pomiędzy 4 a 16 majem 1942 roku.
Od 29 maja powrócił do lotów nad Afryką, wspierając ofensywę Afrika Korps. Do 9 października zestrzelił osiem kolejnych samolotów, a 23 października kolejny, już ostatni na afrykańskim teatrze działań. W 1943 roku uczestniczył w obronie Włoch przed ofensywą powietrzną aliantów. Latając na Macchi MC.205 zgłosił zestrzelenie jeszcze trzech samolotów: P-38, B-17 oraz Spitfire'a. Po kapitulacji Włoch zgłosił się do sił współdziałających z aliantami. Latał głównie nad Morzem Adriatyckim i Bałkanami, zestrzeliwując niemiecki Junkers Ju 52 nad Podgoricą. Ogółem odbył, w Regia Aeronautica i Aviazione Cobelligerante Italiana, 276 lotów bojowych, zgłosił zestrzelenie co najmniej 22 samolotów, co było jednym z najlepszych wyników wśród włoskich pilotów uczestniczących w II wojnie światowej, był dwukrotnie odznaczony Medaglia d'argento al valor militare a także niemieckim Krzyżem Żelaznym II klasy. Zginął w katastrofie podczas lotu treningowego na P-39 Airacobra, 25 sierpnia 1944 roku. Pośmiertnie został odznaczony Medaglia d'oro al valor militare, najwyższym włoskim odznaczeniem wojskowym.